# Indisk flugsnappare
Indisk flugsnappare (Cyornis tickelliae) är en fågel i familjen flugsnappare inom ordningen tättingar.

## Utseende
Indisk flugsnappare är en medelstor (14–15 cm) flugsnappare med blå eller blågrå ovansida och orange och vit undersida. Hane av nominatformen har en karakteristisk tydlig vågrät avgränsning mellan det orangefärgade bröstet och vitt på buk och flanker. Honan är blågrå ovan, framför allt på övergump och stjärt. Ungfågeln är himmelsblå på vingen och jämfört med ung ravinflugsnappare med endast svagt fjällning på bröstet.
Indokinesisk flugsnappare (C. sumatrensis), tidigare behandlad som underart till indisk flugsnappare, skiljer sig genom bland annat brunare ovansida och mer rostfärgat bröst hos honan, medan hanen är mycket lik.

## Utbredning och systematik
Fågeln delas in i två underarter med följande utbredning:
- Cyornis tickelliae tickelliae – förekommer i södra Nepal, norra, centrala och södra Indien, Bangladesh samt norra och västra Myanmar
- Cyornis tickelliae jerdoni – förekommer på Sri Lanka

Tidigare behandlades indokinesisk flugsnappare (C. sumatrensis) som underart till indisk flugsnappare och vissa gör det fortfarande. Den urskiljs dock allt oftare som egen art på basis av smärre utseendemässiga men tydliga genetiska skillnader liksom skillnader i läten.
Även artgränsen mellan indisk flugsnappare och gråkindad flugsnappare är omdiskuterad. De två hybridiserar frekvent i östra Indien (Östra Ghats) och taxonet varnyi av gråkindad flugsnappare har nyligen konstaterats ha ett sådant hybridursprung.

## Status och hot
Arten har ett stort utbredningsområde, men tros minska i antal, dock inte tillräckligt kraftigt för att den ska betraktas som hotad. Internationella naturvårdsunionen IUCN listar arten som nära hotad (LC).

## Namn
Fågelns vetenskapliga artnamn hedrar den brittiske översten, konstnären och fältornitologen Samuel Richard Tickell (1811-1875), verksam i Indien, Nepal och Burma. Tidigare kallades den tickellflugsnappare även på svenska, men justerades 2023 till ett mer informativt namn av BirdLife Sveriges taxonomikommitté.